# حديقة بوكيت دوابيلاس الوطنية
حديقة بوكيت دوابيلاس الوطنية هي حديقة وطنية صغيرة نسبياً تغطي 605 كيلومتر مربع في سومطرة إندونيسيا. وهي تمثل الغابات المطيرة الاستوائية المنخفضة في مقاطعة جمبي. يتكون الجزء الشمالي من الحديقة فقط من الغابات المطيرة الأولية، في حين أن الباقي غابة ثانوية، نتيجة لقطع الأشجار السابق. الحديقة مأهولة بالسكان الأصليين أورانج رامبا.

## الجغرافية
تمت تسمية الحديقة الوطنية بعد المناظر الطبيعية الجبلية، والتي تشمل تلال بوناي (164م) بانجانج (328م) وكوران (438م). تعد المنطقة منطقة مستجمعات مياه مهمة لمستجمع مياه نهر باتانغ هاري.

## النباتات والحيوانات
من بين 120 نوعًا من النباتات في المنتزه، توجد أشجار الأخشاب النادرة مثل إسيديروكسيلون زواغري وأشجار كومباسيا إكسيلسا التي يمكن أن تنمو على ارتفاع 80 مترًا، وأشجار دييرا كوستولاتا مما يمكن أن يصل قطرها إلى 2 متر بالإضافة لأشجار الروطان.
من بين الحيوانات المهددة بالانقراض المحمية في الحديقة هي قرود السيامانغ، والنمر الملطخ، والغزلان والفأر الجاوي، والدب الشمسي، والسمران، والنمر القط، وقضاعة شعر الأنف، والثقب، والأرانب السومطرة المخطط ونسر الأفعى المتوج.

## السكن البشري
يسكن الحديقة البدو الرحل أورانج رامبا «شعب الغابة». يعيش حوالي 40٪ من أورانج رامبا (حوالي 1.200 شخص) في منتزه بوكيت دوابيلاس الوطني، بينما يعيش 15٪ في متنزه بوكيت تيغابولوه الوطني المجاور والبقية مشتتين في جميع أنحاء مقاطعة جمبي. يعتبر تمكينهم لمواصلة الزراعة التقليدية والصيد والتجمع أمرًا أساسيًا لحماية الغابة داخل المتنزه الوطني.

## الحفظ والتهديدات
قبل الإعلان عن متنزه وطني في عام 2000، تم استخدام جزء كبير من المنطقة كـ «غابة إنتاج»، مما أدى إلى ارتفاع معدل تدمير الغابات الأولية. الحديقة الوطنية مهددة بإزالة الغابات، مع تلف 70 ٪ من غطاءها الحرجي اعتبارًا من عام 2012.